# آهیتسا
آهیتسا (به لاتین: Ahitsa) یک منطقهٔ مسکونی پیشین در استونی است که در دهستان روگه (۱۹۹۱) واقع شده‌است.